# Atsam
Die Sprache Atsam (cawai, cawe, cawi, chawai, chawe, chawi; ISO 639-3: cch) ist eine platoide Sprache aus der Gruppe der Kainji-Sprachen, die von insgesamt 30.000 Personen im nigerianischen Bundesstaat Kaduna gesprochen wird.
Zusammen mit der homogenen Sprache Piti [pcn] bildet das Atsam die Untergruppe Piti-Atsam.
Die Sprache verwendet die lateinische Schrift zur Verschriftlichung.